# Anfiteatro (geografia)

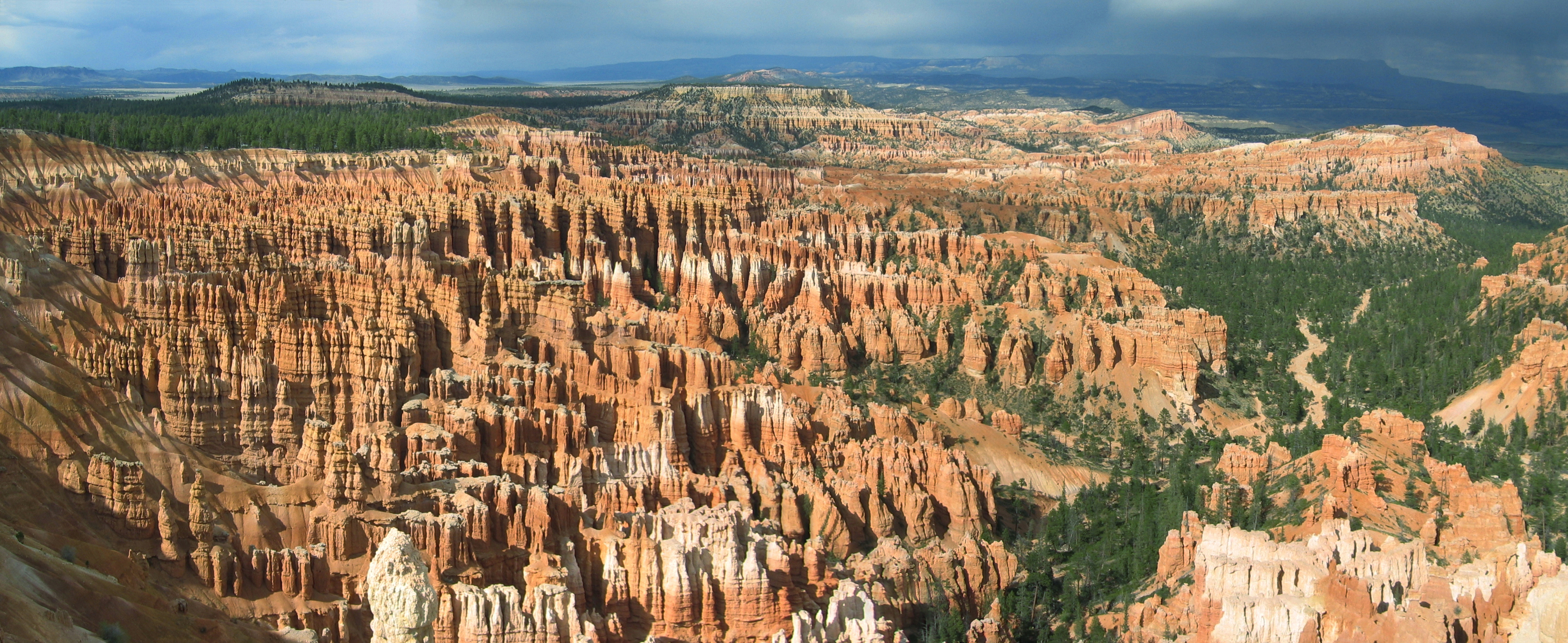
Anfiteatro del Bryce Canyon

Un anfiteatro naturale è una particolare conformazione geologica per cui un rilievo montuoso con un fianco molto scosceso o un insieme di rocce sono disposte in modo che al loro interno il suono viene amplificato e riflesso.
Si parla di anfiteatro morenico per definire una formazione in cui i detriti del fronte glaciale sono accumulati a valle formando corone di colline disposte a mezzaluna.

## Anfiteatro di montagna
In ambito alpinistico l'anfiteatro indica un'ampia area con un dislivello minimo (un pianoro, un altopiano) contornato su almeno due lati da pareti montuose piuttosto ripide ed alte.

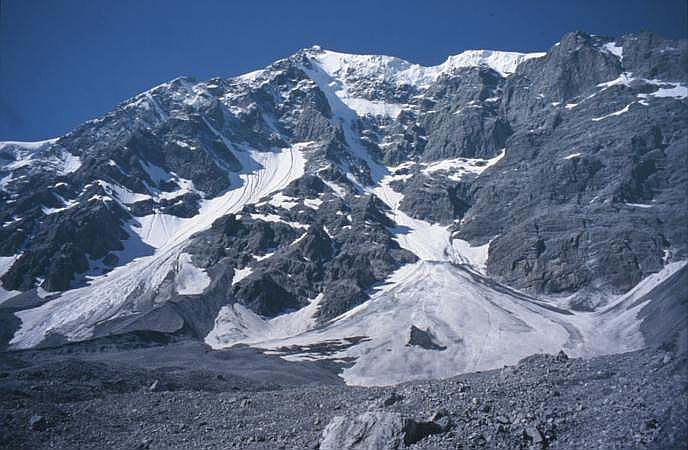
Vista dell'anfiteatro dell'Ortles